# Kruisbladgentiaan
De kruisbladgentiaan (Gentiana cruciata) is een plant uit de gentiaanfamilie (Gentianaceae). Op de Nederlandse Rode lijst van planten staat de soort als zeldzaam maar stabiel of toegenomen.
De 10-45 cm hoge, vaste plant heeft leerachtige, groene tot 10 cm lange bladen. De naam is afgeleid van de wijze waarop de bladen geformeerd zijn: de bladen staan paarsgewijs tegenoverstaand, waarbij elk paar kruisgewijs op het vorige paar staat. De klokvormige bloemen hebben vier blauwe kroonbladen; de keel is wit met blauwe vlekken. De bloemen groeien bovenaan de plant, in een trosje gegroepeerd. De bloeitijd valt in de periode juni - augustus.

## Voorkomen
De plant komt van nature voor in Eurazië. In Europa komt de plant voor van Noord-Spanje in het zuiden tot Scandinavië in het noorden, en van Nederland tot West-Siberië en de Kaukasus. Voorkeursbiotoop is kalkgrasland.
In Nederland komt de plant oorspronkelijk alleen voor in de duinen tussen Voorne en Egmond. Ze heeft een voorkeur voor begroeide noordelijke hellingen en duinvalleien. Er zijn na 1990 ook enkele groeiplaatsen gevonden in het binnenland, waaronder Zuid-Limburg. De plant is sinds 2017 in Nederland niet meer wettelijk beschermd.
België: In Wallonië is de plant zeldzaam tot zeer zeldzaam en in Vlaanderen geheel afwezig.
In Noord-Amerika wordt de plant gekweekt als sierplant.

## Ecologische aspecten
De kruisbladgentiaan was de waardplant voor het duingentiaanblauwtje, deze ondersoort van het gentiaanblauwtje is sinds 1980 op wereldschaal uitgestorven. De vlinder kwam in Nederland voor in Meijendel en bij de Nieuwkoopse plassen. De rups van de vlinder verpopt in een mierennest. Welke mierensoort als gastheer in Meijendel optrad is niet bekend. Andere ondersoorten van het gentiaanblauwtje komen nog wel in Noord-Duitsland en Noord Denemarken voor.

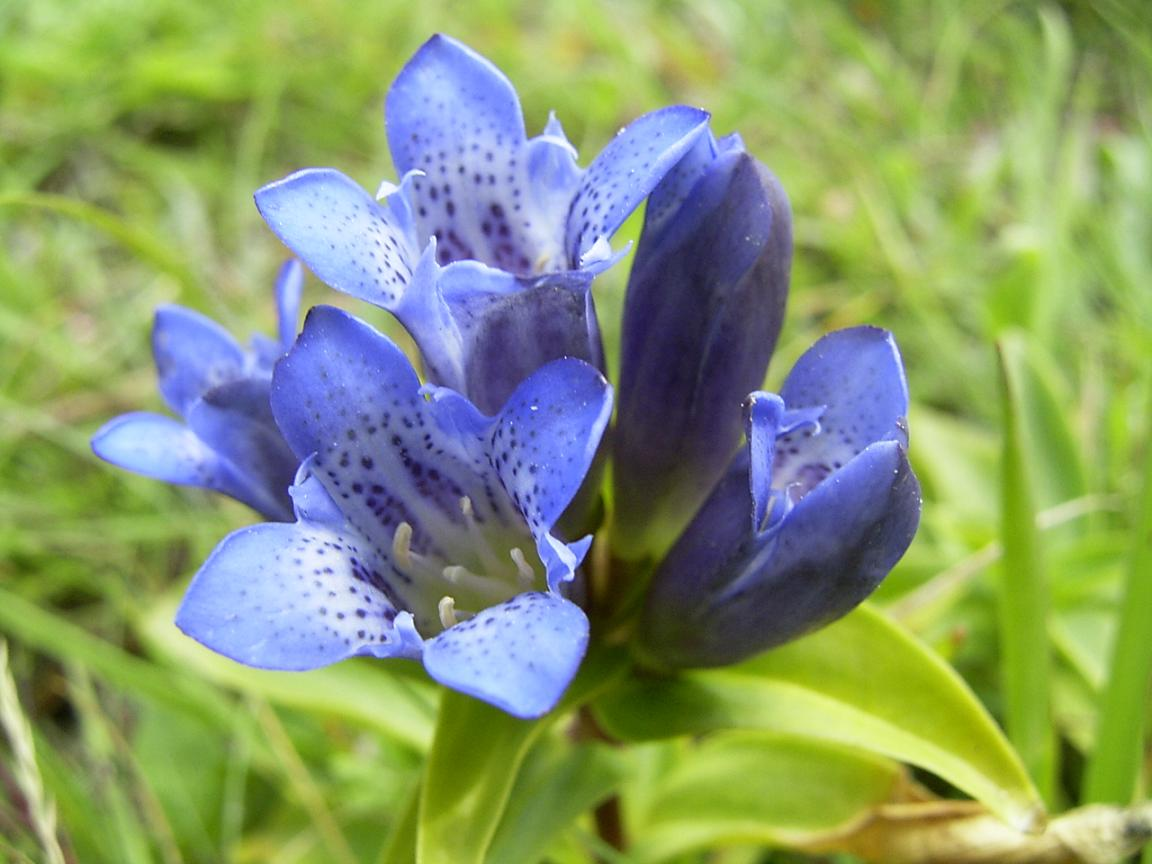
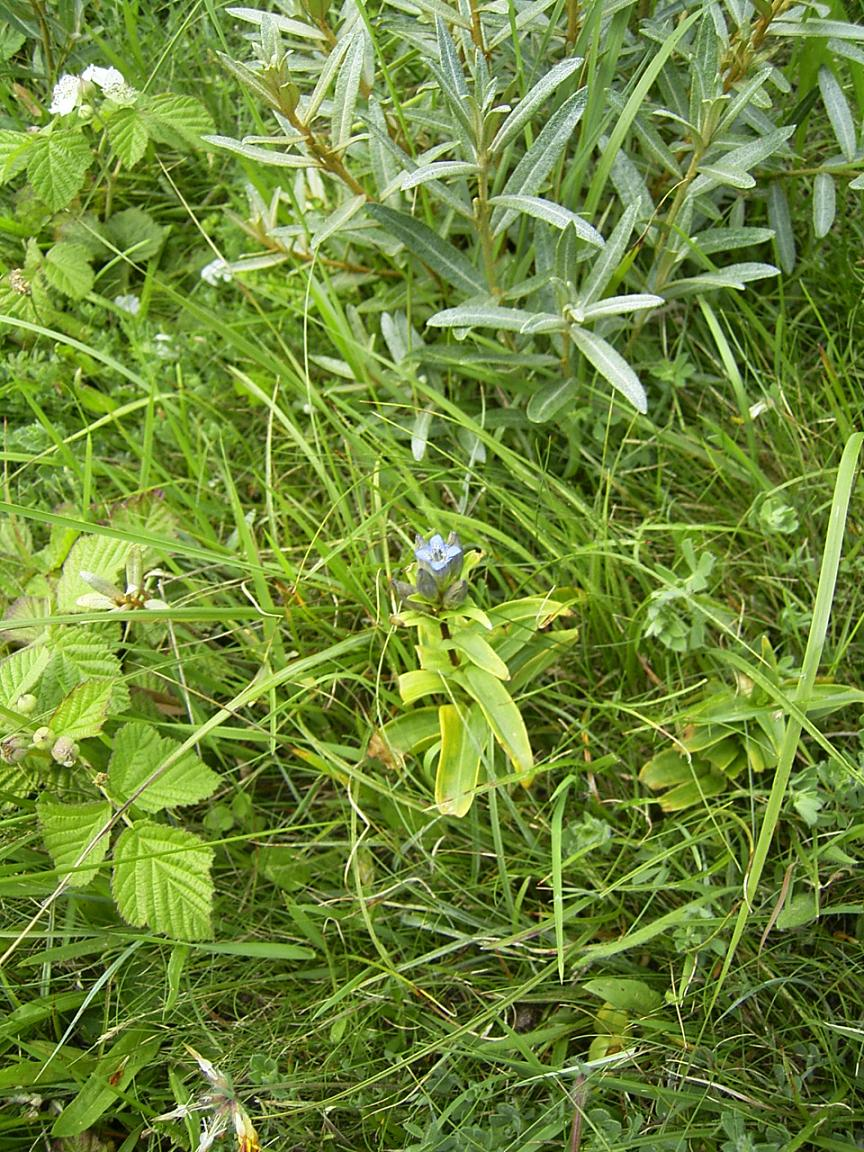
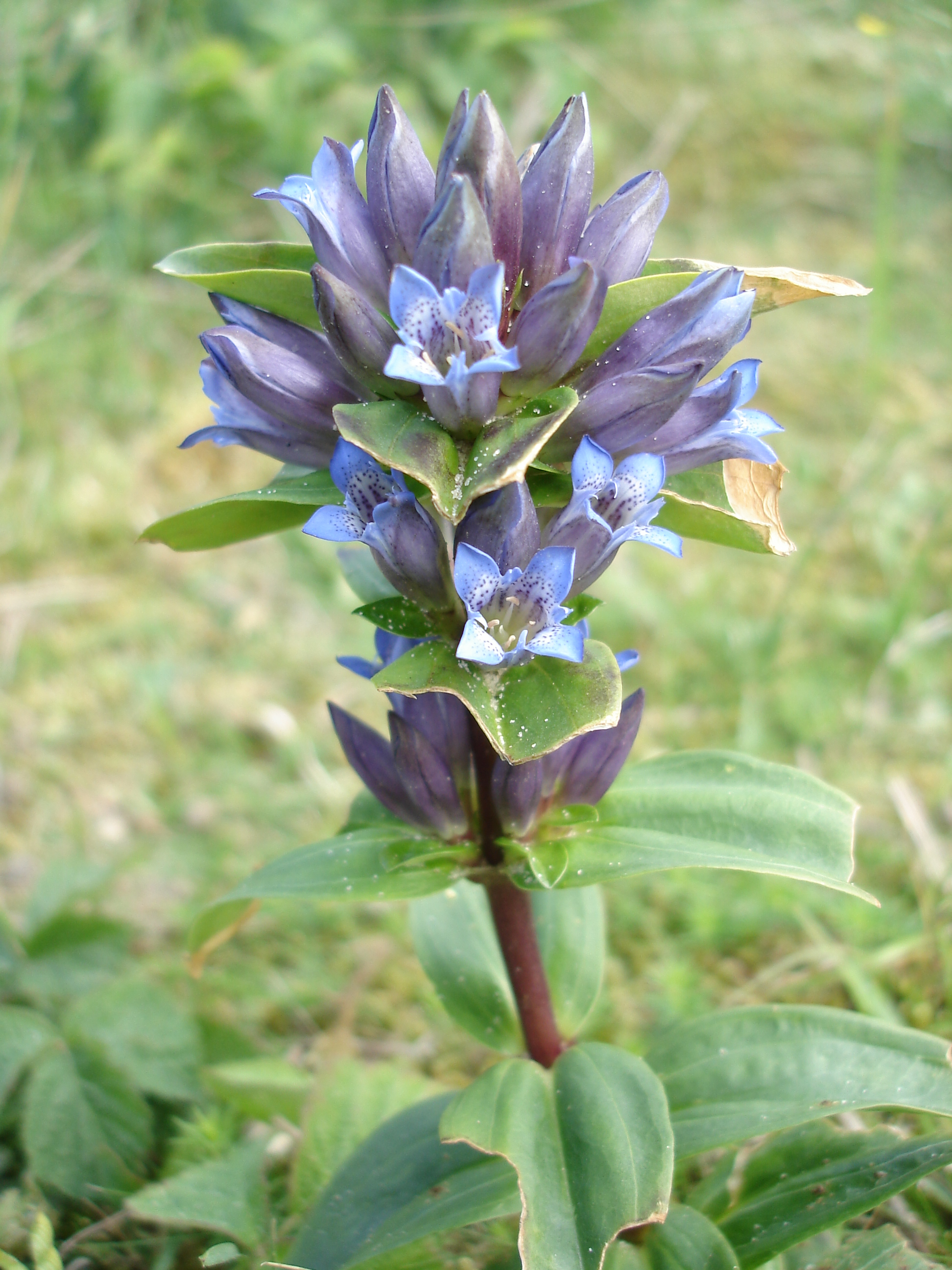
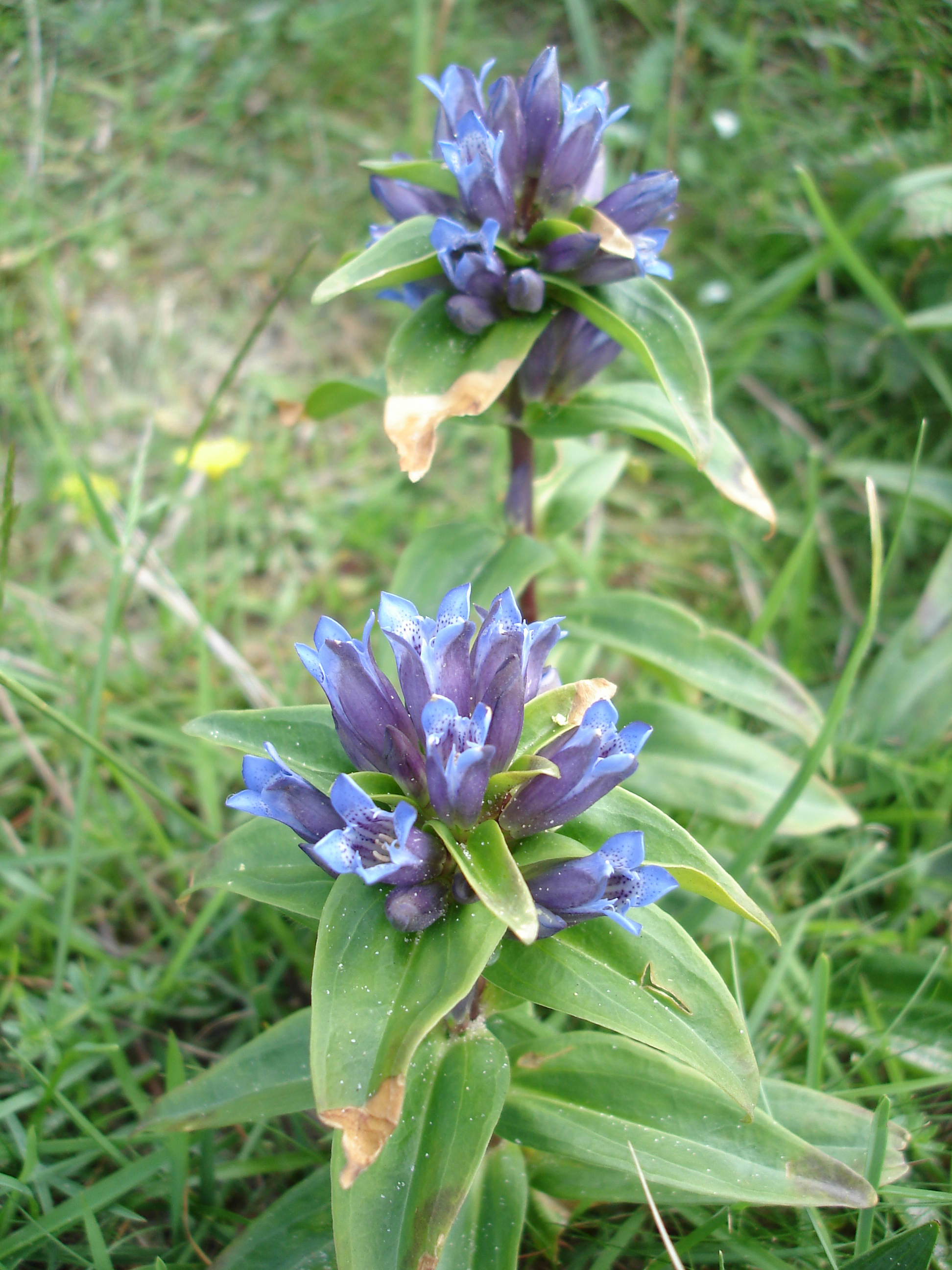
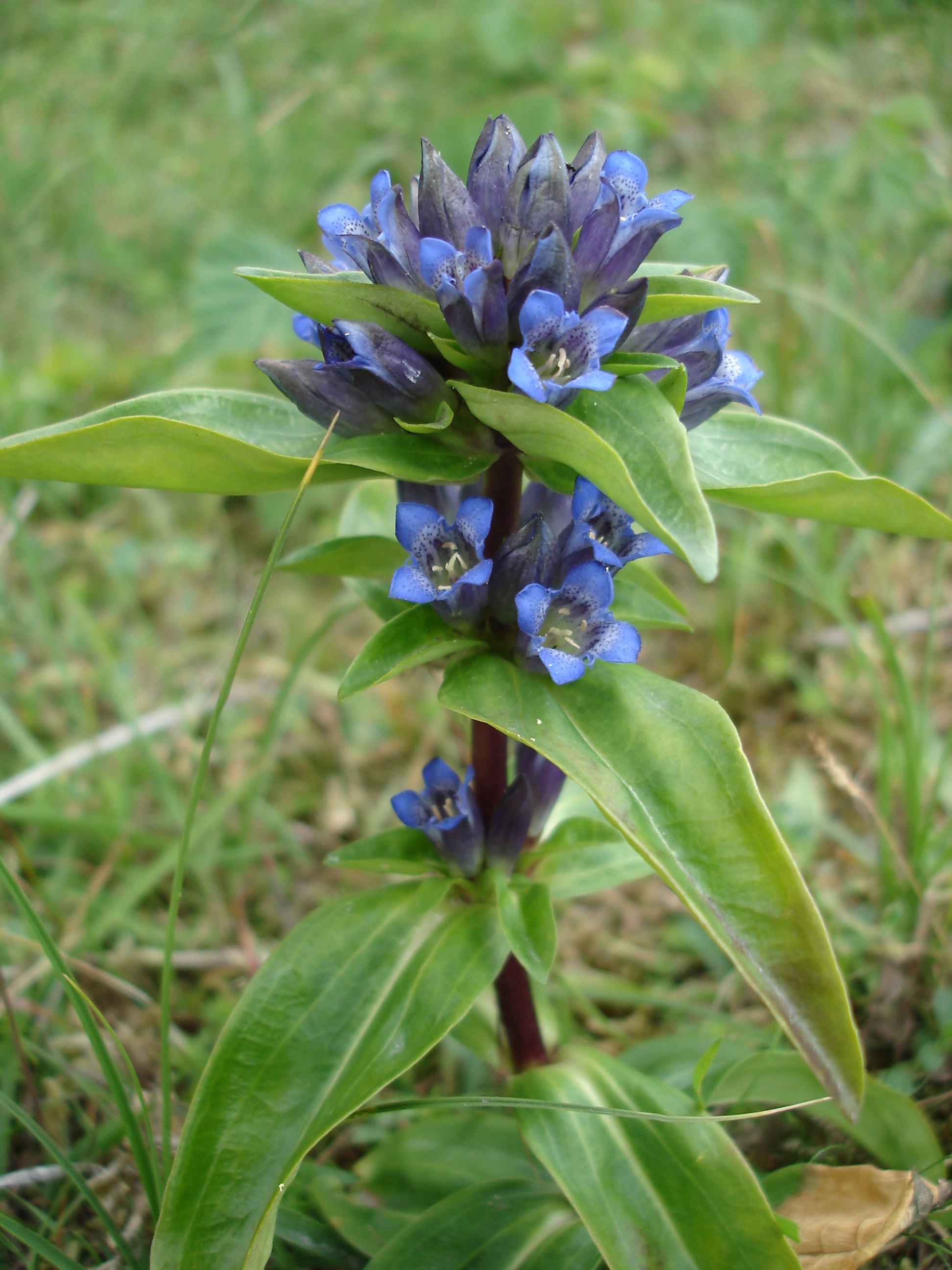
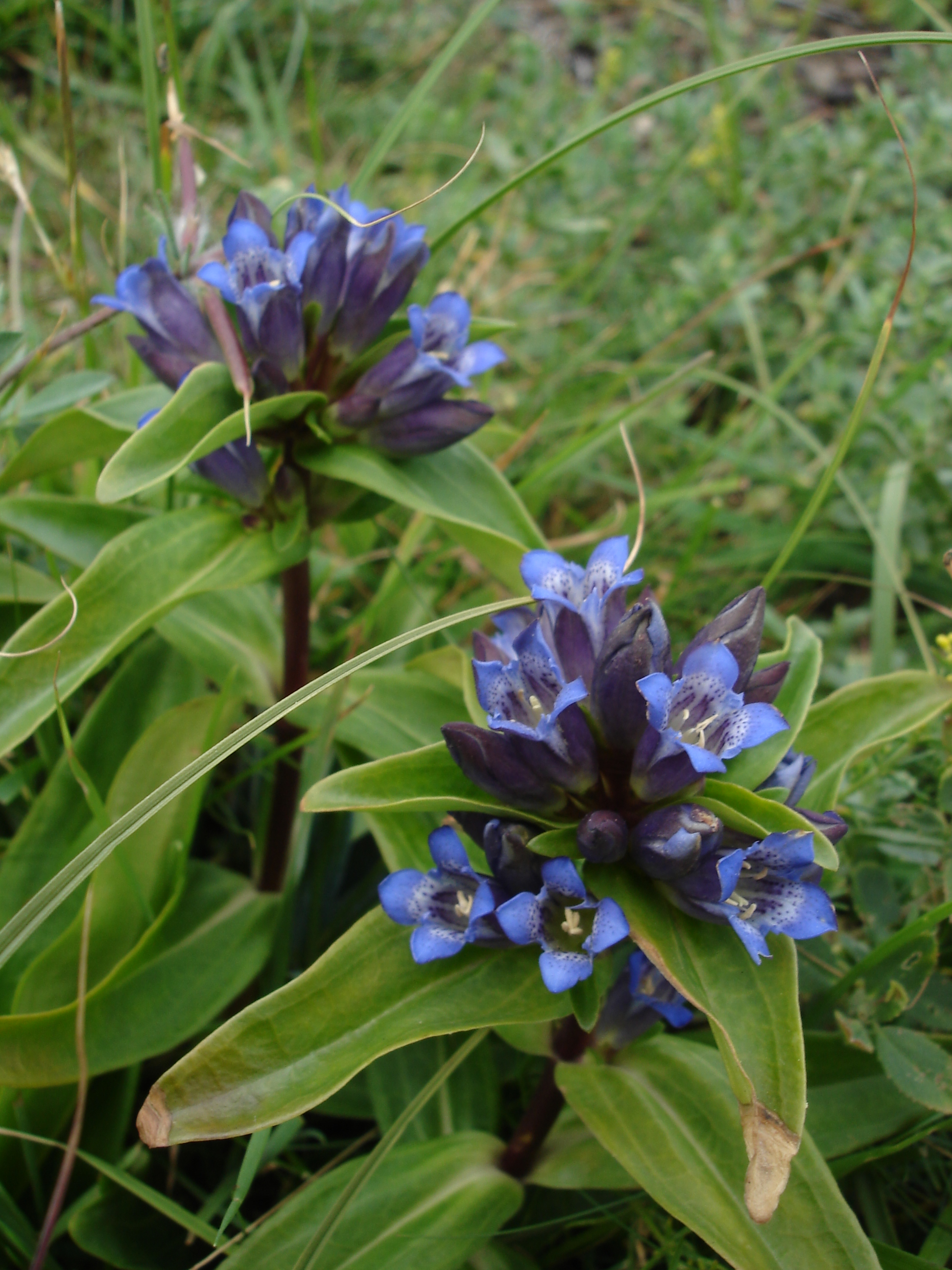
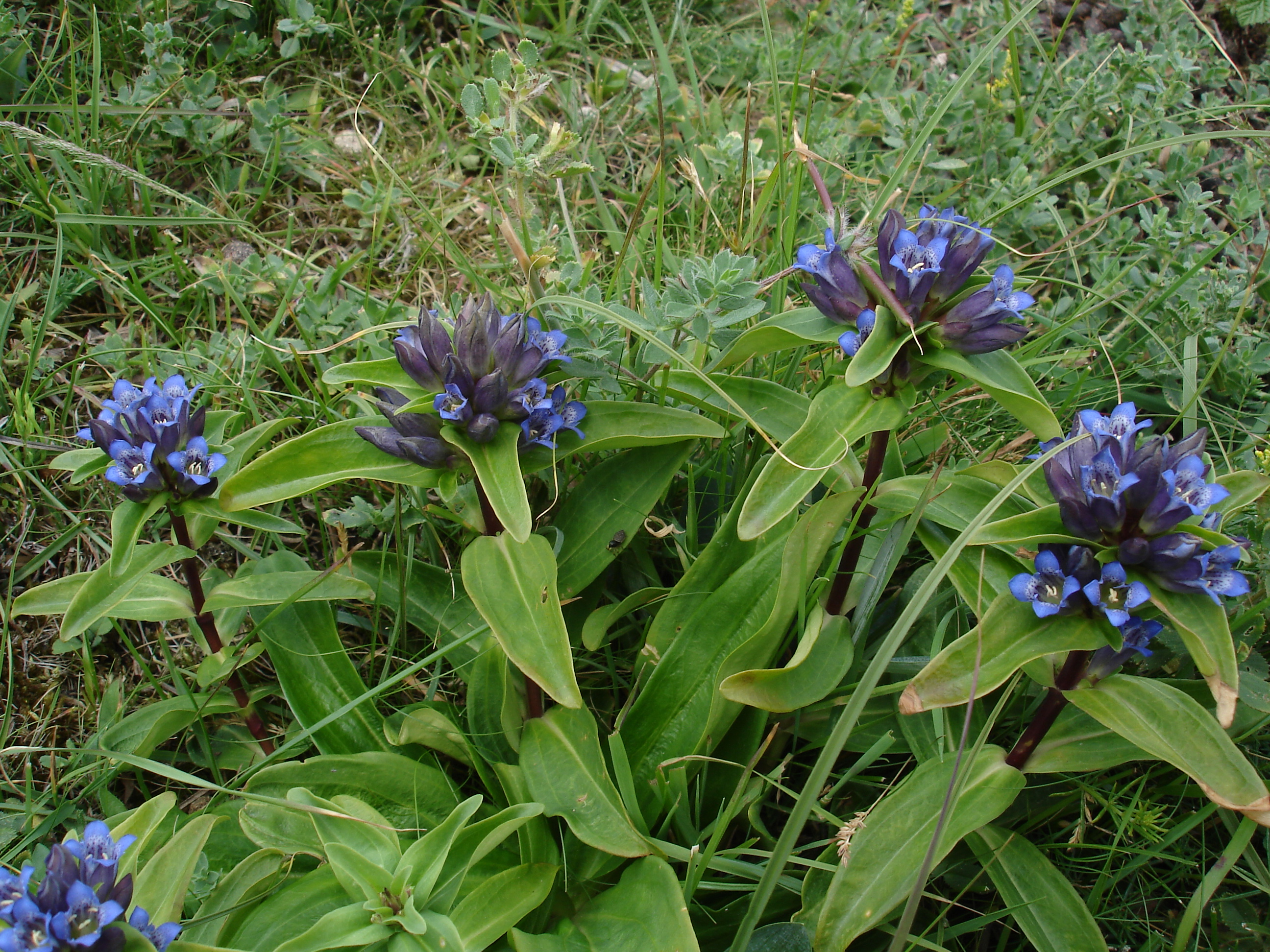